# Frank Sheeran
Frank Joseph Sheeran, detto The Irishman (Darby, 25 ottobre 1920 – Filadelfia, 14 dicembre 2003), è stato un sindacalista e mafioso statunitense. Membro di spicco dell'International Brotherhood of Teamsters di Jimmy Hoffa, una delle maggiori organizzazioni sindacali statunitensi, fu il tramite tra Hoffa e Cosa nostra statunitense, invischiata appunto nelle sue politiche sindacali.
Poco prima di morire dichiarò di essere stato l'esecutore materiale dell'omicidio del celebre sindacalista, deceduto appunto in circostanze poco chiare nel 1975, oltreché di circa altre 30 persone per conto della Famiglia Bufalino; pubblicate postume in un libro di memorie, diverse sue affermazioni sul suo effettivo coinvolgimento con la mafia - specie per quanto riguarda il proprio ruolo nella morte di Hoffa - nel corso degli anni sono state in parte smentite.

## Biografia
Sheeran nacque a Darby, una cittadina distante 8 km da Filadelfia (in Pennsylvania), il 25 ottobre del 1920, figlio di Thomas Francis Sheeran Jr., un imbianchino d'origini irlandesi, e di Mary Agnes Hanson, una casalinga d'origini svedesi. Si distinse fin da giovane per la sua stazza, misurando circa 1,95 metri d'altezza per più di 110 chili di peso.
Nell'agosto del 1941, a vent'anni, Sheeran si arruolò nell'esercito, ricevendo il proprio addestramento a Biloxi, nel Mississippi. In seguito all'attacco di Pearl Harbor nel dicembre dello stesso anno, si arruolò come volontario dei paracadutisti a Fort Benning, in Georgia, ma, dopo essersi slogato una spalla in addestramento, fu trasferito alla 45ª Divisione di Fanteria. Congedato il 24 ottobre del 1945, un giorno prima di compiere 25 anni, servì in totale per 411 giorni. Combatté nella Campagna d'Italia, partecipando agli sbarchi in Sicilia, a Salerno e ad Anzio, così come all'Operazione Dragoon in Francia e all'invasione alleata della Germania.
L'esperienza in guerra fu per lui traumatica e provocò in lui un senso di apatia e freddezza che in seguito gli costarono care, decretando di fatto la sua ascesa al mondo del crimine organizzato di cosa nostra statunitense.
Tornato a Filadelfia, lavorò per un certo periodo come camionista per un'azienda di alimentari. Entrò poi nella sezione locale dell'International Brotherhood of Teamsters (IBT), il sindacato dei camionisti statunitensi presieduto da Jimmy Hoffa. Nel 1970 quest'ultimo gli offrì l'importante posizione di presidente di una sezione dell'IBT, la nº 326 di Wilmington, nel Delaware. Similmente allo stesso Hoffa e molti altri membri dell'IBT, Sheeran mantenne rapporti con noti figuri della criminalità organizzata, tra cui il boss della Cosa nostra statunitense della Pennsylvania del nord Russell Bufalino, di cui fu descritto come uno «stretto collaboratore» e tramite principale con Hoffa. Dopo la sparizione di quest'ultimo il 30 luglio del 1975, Sheeran fu una delle persone incluse dall'FBI nel cosiddetto Hoffex memo come una delle potenziali «figure chiave del caso», data la sua presenza a Detroit il giorno della scomparsa di Hoffa e la sua vicinanza con la vittima.
Nell'agosto del 1970 fu indagato assieme a Joseph "Chinkie" Chingaglini per l'omicidio di Robert De George, un sindacalista candidatosi come presidente della sezione nº 107 di Filadelfia con l'intenzione di ripulire l'IBT dalle infiltrazioni mafiose: le accuse caddero. Nell'agosto del 1981 fu processato per aver accettato tangenti da Edward Boffa, il gestore di un'impresa di manovalanza, in cambio del proprio silenzio riguardo alla riduzione dei salari dei lavoratori. Riconosciuto definitivamente colpevole nel 1982, ammise di aver versato il 50% dei proventi delle tangenti a Bufalino: Sheeran fu condannato a 18 anni di prigione per violazione del Racketeer Influenced and Corrupt Organizations Act, associazione a delinquere e frode postale, e gli fu imposto di rinunciare alla presidenza della sezione. Iniziò a scontare la sua pena il 3 giugno 1983 in una prigione federale, a 62 anni.
Dopo aver scontato circa 15 anni, fu rilasciato per via dell'età e dell'artrite di cui soffriva.  Morì il 14 dicembre del 2003, a 83 anni, in una residenza sanitaria assistenziale in periferia di Filadelfia.

## Dichiarazioni a Charles Brandt
Charles Brandt, l'autore del saggio biografico su Sheeran intitolato L'irlandese. Ho ucciso Jimmy Hoffa (I Heard You Paint Houses) (2004), disse che Sheeran gli aveva confessato prima di morire di avere ucciso Jimmy Hoffa. Secondo il racconto di Brandt, Chuckie O'Brien portò in auto Sheeran, Hoffa, e il mafioso Salvatore Briguglio, fino a una casa di Detroit.
O'Brien e Briguglio parcheggiarono l'auto mentre Sheeran e Hoffa entrarono nell'abitazione, dove Sheeran sparò due volte in testa a Hoffa uccidendolo sul colpo. Sheeran disse che gli era stato riferito che il corpo di Hoffa fu poi cremato in segreto dopo l'omicidio, e confessò anche di aver in seguito eliminato pure Briguglio per paura che potesse parlare con i federali. Bill Tonelli ha messo in dubbio le dichiarazioni di Sheeran in un articolo sulla rivista Slate intitolato The Lies of the Irishman, come anche il professore di Harvard Jack Goldsmith in Jimmy Hoffa and 'The Irishman': A True Crime Story? apparso in The New York Review of Books.
In seguito alla notizia, dopo tanti anni furono effettivamente rinvenute delle macchie di sangue nella casa a Detroit indicata da Sheeran come luogo dell'omicidio, anche se l'esame del DNA stabilì che non era quello di Hoffa.

## Nella cultura popolare
La storia di Sheeran è raccontata nel film di Martin Scorsese The Irishman, in cui Sheeran è interpretato da Robert De Niro.